# Procystiphora mangiferae
Procystiphora mangiferae är en tvåvingeart som först beskrevs av Ephraim Porter Felt 1927.  Procystiphora mangiferae ingår i släktet Procystiphora och familjen gallmyggor. Inga underarter finns listade i Catalogue of Life.